# Joachim Christoph Kaltschmidt
Jochim Christoph Kaltschmidt (auch Johann Christoph Kaltschmidt; * 1746; † 1819) war ein deutscher Orgelbauer in Lübeck.

## Leben
Jochim Christoph Kaltschmidt wurde 1746 geboren und 1776 in Wismar erwähnt. Seit 1782 war er mit Reparaturen an Orgeln in Lübeck und Ratzeburg tätig, denen er meist auch eine gleichstufige Stimmung gab. Seit 1798 ist er in den Lübecker Adressbüchern unter der Adresse Beckergrube 208 verzeichnet, als Brauer und Orgelbauer, später auch Klavierbauer und -stimmer. Sein Name ist dort als Joh. Christoph Kaltschmidt angegeben. Da ein solcher zweiter Orgelbauer dieses Namens in Lübeck sonst unbekannt ist, muss es sich um denselben handeln. 1818 ist er letztmals in Lübeck verzeichnet, 1821 wohnte unter seiner Adresse eine Witwe Jochim Kaltschmidt.
Werkliste (Auswahl)
- 1782 Lübeck, Marienkirche, Große Orgel, Reparaturen und gleichstufige Stimmung laut Vertrag[7]
- 1785–86 Lübeck, Maria-Magdalenen-Kirche, Kleine Orgel, Reparaturen, gleichstufige Stimmung[8]
- 1788 Ratzeburg, Dom, Reparaturen[9]
- 1795, Lübeck, Aegidienkirche, umfangreiche Reparaturen und gleichstufige Stimmung[10]
- 1805 Lübeck, Marienkirche, Totentanzorgel (Kleine Orgel), Einbau eines zusätzlichen Pedals 16', gleichstufige Stimmung, und mehr[11]
- 1815 Ratzeburg, Dom, Reparaturen[12]

## Familie
Sein Bruder war Caspar Christopher Kaltschmidt (1752/53–1792 wahrscheinlich in Lübeck), die Mutter lebte zu dieser Zeit noch.
Jochim Christoph Kaltschmidt war verheiratet, seine Frau überlebte ihn. Söhne waren
- Wilhelm Christoph Kaltschmidt (* 1792), gab zunächst Klavierunterricht und übernahm 1819 die Orgel- und Klavierwerkstatt, eröffnete 1838 eine Wattefabrik in Neumünster[13], 1840 letztmals in Lübeck als Orgelbauer und Holzmechaniker genannt[14]
- Jacob Heinrich Kaltschmidt (1799–1872), Sprachwissenschaftler und Herausgeber von Wörterbüchern in Leipzig.[15]